# Valérie Müller
Pour les articles homonymes, voir Müller.
Valérie Müller, ou Valérie Müller-Prejlocaj, née le 5 octobre 1965 à Issy-les-Moulineaux, est une réalisatrice française.

## Biographie
Valérie Müller est une scénariste et réalisatrice française née le 5 octobre 1965 à Issy-les-Moulineaux.
Après des études d’histoire de l’art à l’Institut d’art et d’archéologie et de cinéma à l’université Paris-1 Panthéon-Sorbonne où elle est l’élève d’Éric Rohmer, elle travaille comme assistante de production et régisseuse dans des sociétés de production telles que Ex Nihilo.
Elle réalise son premier court-métrage, Un matin blanc en 1995 avec Camille Japy puis La Surface de réparation en 1998 avec Marion Cotillard. 
Dans le cadre de la collection « Écrire Pour » de Canal +, elle réalise Les hommes s’en souviendront en 2007 où Marina Foïs incarne le rôle de Simone Veil.
L'Effet Casimir, réalisé en 1999 pour France 3 est l’aboutissement de plusieurs films documentaires sur le travail du chorégraphe Angelin Preljocaj. 
Son premier long-métrage au cinéma, Le Monde de Fred, sort en salle en 2014. 
Elle co-réalise en 2016 avec Angelin Preljocaj Polina, danser sa vie d’après l’œuvre graphique de Bastien Vivès.
Elle est la sœur de l’historienne Florence Müller et l'épouse d'Angelin Preljocaj avec qui elle a deux filles Agathe et Iris.

## Filmographie
- 1995 : Un matin blanc (court-métrage) avec Camille Japy[15].
- 1998 : La Surface de réparation (court-métrage) avec Marion Cotillard[16].
- 1999 : L'Effet Casimir, regard sur Angelin Preljocaj (documentaire)[17].
- 2007 : Les hommes s'en souviendront (court-métrage) avec Marina Foïs, dans le cadre de la collection « Écrire Pour » de Canal +[18].
- 2014 : Le Monde de Fred (long-métrage de fiction)[19].
- 2017 : Polina, danser sa vie[20] (long-métrage de fiction) co-réalisé avec Angelin Preljocaj d’après l’œuvre graphique de Bastien Vivès[21].

## Distinctions
Polina, danser sa vie a été sélectionné dans de nombreux festivals : 
- Mostra internationale de cinéma de Venise (Italie, 2016), en sélection au Venice Days dans la catégorie long-métrage.
- Festival du Film français d'Helvétie - Bienne (Suisse, 2016). en sélection dans la catégorie Horizon.
- Black Nights Film Festival de Tallinn (Estonie, 2016)[23], en sélection dans la catégorie Panorama.
- Festival international de Pantalla Pinamar (Argentine, 2017)], en sélection dans la catégorie Long-métrage.
- CoLCoA (États-Unis, 2017), en sélection dans la catégorie Films français sélectionnés. Le film remporte le prix du American Students Award.
- Festival du film français au Japon (Japon, 2017), en sélection officielle.
- Festival international du film de Munich (Allemagne, 2017), en sélection dans la catégorie International Independants.